# Aralia gintungensis
Aralia gintungensis är en araliaväxtart som beskrevs av Wu Zheng-yi och Kuo Mei Feng. Aralia gintungensis ingår i släktet Aralia och familjen Araliaceae.

## Underarter
Arten delas in i följande underarter:
- A. g. gintungensis
- A. g. multinervis